# Citricultura

Principales regiones de cultivo de cítricos (en rojo)

La citricultura es la rama de la fruticultura que se dedica principalmente al estudio, cultivo y comercio de las especies frutales del género Citrus, comúnmente llamados cítricos o agrios. Aunque también abarca algunas otras especies como Fortunella y Poncirus trifoliata, su interés comercial es menor.
Los cítricos son oriundos del Asia oriental, desde las faldas meridionales del Himalaya hasta Indonesia, y su cultivo se encuentra extendido por prácticamente todas las regiones tropicales y subtropicales de los dos hemisferios.
El comercio internacional de cítricos mueve millones de toneladas anualmente. En 2016 la FAO registró una producción mundial de 1242 46. 0 mil toneladas.
La industria de cítricos se divide en dos mercados principales:
- el de fruta fresca y
- el de fruta procesada (principalmente zumo de naranja).

La naranja fue la especie con mayor producción mundial. 66 974. 1 mil toneladas, Las producciones de mandarina, limón, lima y pomelo ocupan los siguientes puestos.
Alrededor de un tercio de la producción de cítricos se utiliza como producto procesado. De este más del 80% se dedica a elaborar zumo de naranja, 18 460. 9 mil en 2016.
Según la Conferencia de las Naciones Unidas sobre Comercio y Desarrollo, se pronosticó una reducción en la producción mundial de naranjas de 5. 8 millones de toneladas debido a las inclemencias climáticas para la campaña 2019/2020.